# W Series
Les W Series (de l'anglais Women pour Femmes) était un championnat de course automobile exclusivement réservé aux femmes utilisant des monoplaces de la catégorie Formule Régionale.
Le sport automobile étant depuis sa création mixte (malgré la disproportion homme/femme), il s'agit de la première compétition de monoplaces uniquement réservée à un seul sexe.

## Historique
Les W Series ont été lancés publiquement le 10 octobre 2018. Ils ont été créés pour répondre au manque de femmes pilotes dans les plus hauts niveaux du sport automobile, notamment de la Formule 1.
Après des problèmes financiers en 2022, la W Series est stoppé et remplacé par la F1 Academy qui utilise des F4 au lieu des F3.

## Critiques

### Critiques positives
À l'annonce de la création des W Series, ce dernier bénéficie du soutien d’un certain nombre de personnalités du monde du sport automobile, dont l’ancien pilote David Coulthard et l’ingénieur Adrian Newey. Ses partisans y voient un tremplin pour les femmes dans leur ascension des formules inférieures aux championnats plus réputés.
Vicky Piria, qui pilotera dans le championnat 2019 et qui a par le passé piloté en GP3 Series, salue « un excellent tremplin à partir duquel nous pourrons faire progresser nos carrières et atteindre nos objectifs ultimes ».
Tatiana Calderón, pilote engagée en Formule 2 en 2019, déclare de son côté : « je sais à quel point il est difficile pour les femmes d'obtenir des opportunités pour faire progresser leur carrière. Espérons que ce championnat aidera à donner ces opportunités à des talents en devenir pour permettre aux meilleures de prouver que nous pouvons concourir au même niveau que les hommes ».
Jamie Chadwick, qui est devenue en 2018 la première femme à remporter une course de Formule 3 britannique, souligne elle que « ce n'est pas un secret que le sport auto est une industrie incroyablement dure, souvent dictée par des facteurs budgétaires. En tant que championnat financé, W Series offre non seulement une opportunité fantastique de courir pour les femmes les plus talentueuses mais encouragera aussi de nombreuses jeunes filles à se lancer dans ce sport ».

### Critiques négatives
Le championnat fait aussi l'objet de critiques négatives lors de son avènement, venant notamment des femmes engagées dans des championnats majeurs. Ses opposants émettent la crainte d'une ségrégation des pilotes féminines au lieu de promouvoir leur inclusion dans les championnats déjà établis. Michèle Mouton, vice-championne du monde des rallyes en 1982, est ainsi partisane de compétitions mixtes.
La pilote britannique d'IndyCar Pippa Mann a répondu à l'annonce de la création du championnat sur Twitter en déclarant : « Quel triste jour pour le sport automobile. Ceux qui ont les moyens financiers d'aider les femmes choisissent de les isoler plutôt que de les soutenir »,.
L'ancienne pilote d'essai de l'écurie Sauber et pilote d'Indycar Simona de Silvestro signale qu'elle « ne pense pas que ce soit le bon procédé. S'il y a vraiment tant d'argent qui est investi dans le championnat, il y a quelques filles qui sont très compétitives en formules de promotion. Il semble que tout le monde ait simplement des difficultés à avoir sa chance ».
Sophia Flörsch, pilote en championnat d'Europe de Formule 3, estime également que ce n'est pas la voie à suivre : « les femmes ont besoin de soutien à long terme et de partenaires dignes de confiance. Je veux me battre face aux meilleurs de notre sport ».

## Organisation
La saison 2019 se déroule en soutien du Deutsche Tourenwagen Masters (DTM), le championnat allemand de voitures de tourisme. Les courses sont organisées par le British Racing and Sports Car Club (BRSCC).

### Voitures

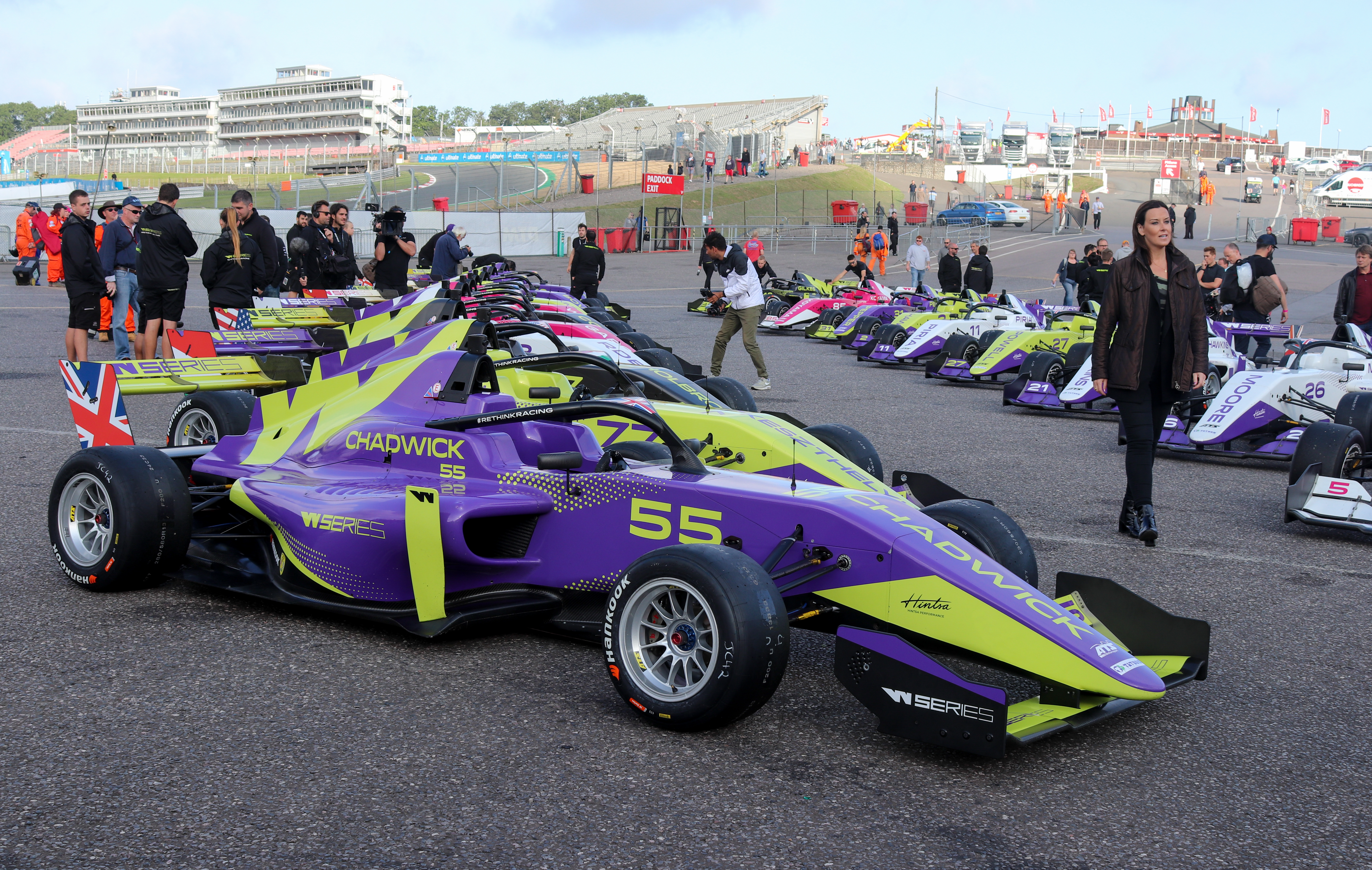
Tatuus F.3 T-318 utilisées en 2019.

Pour la saison 2019, ce sont des Tatuus F.3 T-318 qui sont utilisées. Elles sont homologuées par la FIA pour une utilisation en Formule Régionale, sont propulsées par des moteurs turbocompressés de 1.8 L fournis par Autotecnica Motori, sont équipées d’un dispositif de sécurité pour cockpit (halo) et de pneumatiques Hankook. 
C'est Hitech GP qui s'occupe de l’exploitation des voitures en 2019. En 2021, Hitech est remplacé par Fine Moments, branche de Double R Racing (en).

## Palmarès
| Saison | Pilote                                               | Écurie                                               |                                                      |
| ------ | ---------------------------------------------------- | ---------------------------------------------------- | ---------------------------------------------------- |
| 2019   | Jamie Chadwick                                       | Hitech Racing                                        |                                                      |
| 2020   | Édition annulée en raison de la pandémie de Covid-19 | Édition annulée en raison de la pandémie de Covid-19 | Édition annulée en raison de la pandémie de Covid-19 |
| 2021   | Jamie Chadwick                                       | Veloce Racing                                        |                                                      |
| 2022   | Jamie Chadwick                                       | Jenner Racing                                        |                                                      |